# María Teresa Estevan Bolea
María Teresa Estevan Bolea  (n. Huesca, 26 de octubre de 1936) es una ingeniera y política española. Es ingeniero por la Escuela Técnica Superior de Ingenieros Industriales de Barcelona donde se especializa en soldadura, y en ingeniería ambiental. Fue la primera mujer en el Cuerpo de Ingenieros Industriales del Estado, y la tercera mujer en España en obtener el título de Ingeniera Industrial (en 1968). En 2018, recibe el premio mundial "Mujeres en la Ingeniería 2018", por la Federación Mundial de Organizaciones de Ingeniería (WFEO).

## Biografía
Su carrera comenzó en el Bachillerato, en el Instituto del Ensanche, en Huesca, que le proporcionó una gran base sobre la que construir su carrera profesional.
Después de esta etapa, ingresó en la Escuela Técnica Superior de Ingenieros Industriales de Barcelona, donde  fue la primera Ingeniería Industrial en la Universidad Politécnica de Barcelona, siendo la primera mujer en el Cuerpo de Ingenieros Industriales del Estado, además de la tercera mujer en España en obtener este título.
Después de trabajar en empresas del cemento, químicas, refinerías y gasoductos, de 1968 a 1975 trabajó en la Dirección General de Energía cuando se inició el proceso de autorización de las centrales nucleares. Tal y como ella declaraba, estuvo en el nacimiento de todas las centrales.
Desde 1977 a 1982, fue la directora general de Ambiente y secretaria de la Comisión Interministerial de Ambiente. Más tarde, ingresó al Partido Popular, con el que fue elegida diputada por Madrid, en las elecciones generales de España de 1986 y en las de 1989. Durante esos años formó parte de la Comisión de Industria del Congreso de los Diputados. Fue escogida diputada a las elecciones al Parlamento Europeo de 1994, y entre 1994 a 1997 fue miembro de la Comisión de Investigación, Desarrollo Tecnológico y Energía del Parlamento Europeo.
No se presentó a la reelección, y de 1999 a 2000 presidió el "Consejo Superior de Industria y Energía. En 2000 fue nombrada consejera de la Comisión Nacional de Energía y cesó en 2001 al ser nombrada Presidenta del Consejo de Seguridad Nuclear, cargo que ocupó hasta su jubilación en 2006. En 2004, durante la crisis provocada por anomalías en la central nuclear de Vandellòs, envía un informe al Congreso de los Diputados, minimizando los daños, y criticando a ecologistas y socialistas.
Ha sido Decana del Colegio Oficial de Ingenieros Industriales de Madrid entre 2012 y 2016, institución que en  2007 le reconoció con la  Mención Honorífica a la Trayectoria Profesional.
En 2019, la Real Academia de Ingeniería le otorga el premio “Ingeniero Laureado”  distinción que se suma al Premio Mundial de Ingeniería que la Federación Mundial de Organizaciones de Ingeniería (WFEO) le concedió en septiembre de 2018.

## Polémicas
La gestión de María Teresa Estevan fue calificada de nefasta por Greenpeace, que la acusa en un informe de "engañar al Parlamento y a la Opinión pública", y durante su mandato se sucedieron los escándalos que motivaron entre otras, una multa del Ministerio de Economía a la Central de Zorita por importe de 300.000 euros.
Por su parte, Estevan denunció públicamente la existencia de una campaña contra ella con el objetivo de cerrar las centrales nucleares.
Entre las polémicas más graves se encuentra la ocultación al Congreso de los Diputados y a la opinión pública de la gravedad del incidente ocurrido el 25 de agosto de 2005 en la Central nuclear de Vandellós-2.
Su paso por diversas instituciones se ha caracterizado por el nepotismo, colocando a familiares y amigos, entre los que destaca su propio yerno, que colocó sin ninguna experiencia como jefe de gabinete de prensa del CSN.

## Publicaciones

### Publicaciones en solitario
- maría-teresa Estevan Bolea. 2014. El medio ambiente industrial: Motor de avance.[11]
- maría-teresa Estevan Bolea. 2014. La reforma del sector eléctrico.[12]
- maría-teresa Estevan Bolea. 2011.El accidente de Fukushima y su influencia en el desarrollo nuclear.[13]
- maría-teresa Estevan Bolea. 2008. Una nueva gestión del agua.[14]
- maría-teresa Estevan Bolea. 2006. El principal problema de la energía nuclear es social.[15]
- maría-teresa Estevan Bolea. 2006. El futuro energético y el hidrógeno.[16]
- maría-teresa Estevan Bolea. 2006. La armonización de la seguridad de los reactores nucleares en Europa.[17]
- maría-teresa Estevan Bolea. 2005. 20 años de Enresa, en el 25 aniversario del CSN.[18]
- maría-teresa Estevan Bolea. 2003. La seguridad nuclear en la Unión Europea.[19]
- maría-teresa Estevan Bolea. 2001. La posible reordenación del sector eléctrico y el medio ambiente.[20]
- juan ignacio Xiberta, maría-teresa Estevan Bolea. 1997. Master en consultoría y verificación medioambiental. Editor Instituto de Investigaciones Ecológicas.
- maría-teresa Estevan Bolea. 1991. Valoración parlamentaria del ante-proyecto de Plan Energético Nacional (1991-2000).[21]
- maría-teresa Estevan Bolea. 1991. Vertido de residuos al mar.[22]
- maría-teresa Estevan Bolea. 1990. El Medio Ambiente en el Acta Única europea 1992.[23]
- maría-teresa Estevan Bolea. 1986. La incidencia ambiental de la energía y sus costos.[24]
- maría-teresa Estevan Bolea. 1986. Incidencia ambiental de la minería no energética. Papeles de Economía Española N° 29: 227-239[25]
- maría-teresa Estevan Bolea. 1983. Energía y medio ambiente.[26]
- maría-teresa Estevan Bolea. 1981. El deterioro del medio natural.[27]
- maría-teresa Estevan Bolea. 1976. Contaminación admosférica y de aguas.[28]
- maría-teresa Estevan Bolea. 1971. El transporte de petróleo. Oleoducto y grandes terminales de petróleo.[29]

### Colaboraciones en obras colectivas
- ¿Es necesaria la planificación energética?. 2012. Coordinado por Beatriz Yolanda Moratilla Soria.[30]
- Las perspectivas de la energía nuclear. 2002. La nueva regulación eléctrica : VII Jornadas jurídicas del sector eléctrico.[31]

### Libros
- maría-teresa Estevan Bolea. 1993. Aspectos [e] instrumentos económicos de la gestión ambiental. Master en gestión ambiental. Editor Instituto de Investigaciones Ecológicas, 38 pp.

- maría-teresa Estevan Bolea. 1991. ''Implicaciones económicas de la protección ambiental de la CEE: repercusiones en España. Volumen 9 de Informes del Instituto de Estudios de Prospectiva. 2ª edición ilustrada de Secretaría de Estado de Economía, Ministerio de Economía y Hacienda, 538 pp.

- maría-teresa Estevan Bolea. 1984. Evaluación del impacto ambiental. Editor MAPFRE, 609 pp. ISBN 8471001381

- maría-teresa Estevan Bolea, Joaquín Siso Cruellas. 1984b. El medio ambiente y el sector forestal: (tiempo de actuar). Comisiones de Estudio de Alianza Popular. Editor	Publicaciones de Alianza Popular, 270 pp.

- maría-teresa Estevan Bolea. 1978. Impacto ambiental de centrales nucleares. Volumen 6 de Cuadernos del Centro Internacional de Formación en Ciencias Ambientales (España). Editor	CIFCA, 123 pp.

- maría-teresa Estevan Bolea. 1977. Las evaluaciones de impacto ambiental. Volumen 2 de Cuadernos del Centro Internacional de Formación en Ciencias Ambientales, Centro Internacional de Formación en Ciencias Ambientales. 2ª edición de CIFCA, 100 pp.

## Honores

### Miembro[32]
- Capítulo Español del Club de Roma
- Comité Español del Consejo Mundial de la Energía
- Colegio de Ingenieros Industriales de Madrid
- Asociación de Ingenieros Industriales de Madrid
- Fundación Europea de la Energía
- Foro de la Industria Nuclear
- ATEMA
- Fundación Joaquín Costa
- Fundación Cánovas del Castillo
- FUNDES

### Premios y reconocimientos[1]
- En 2018, recibe el premio mundial "Mujeres en la Ingeniería 2018", por la Federación Mundial de Organizaciones de Ingeniería (WFEO).[1]
- En 2019, recibe el premio “Ingeniero Laureado” de la Real Academia de Ingeniería